# Keraudrenia nephrosperma
Keraudrenia nephrosperma är en malvaväxtart som först beskrevs av Ferdinand von Mueller, och fick sitt nu gällande namn av George Bentham. Keraudrenia nephrosperma ingår i släktet Keraudrenia och familjen malvaväxter. Inga underarter finns listade i Catalogue of Life.

## Bildgalleri

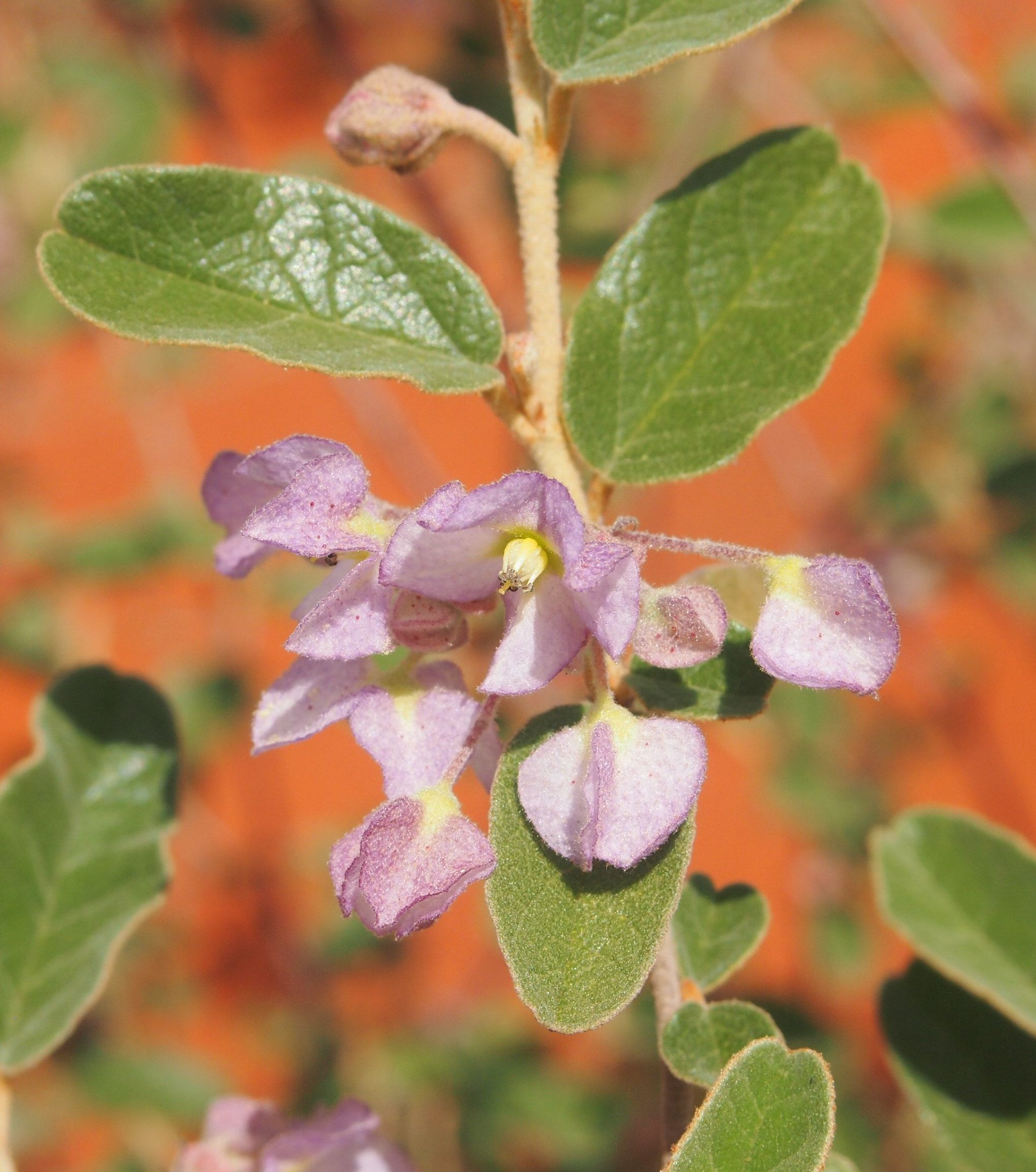
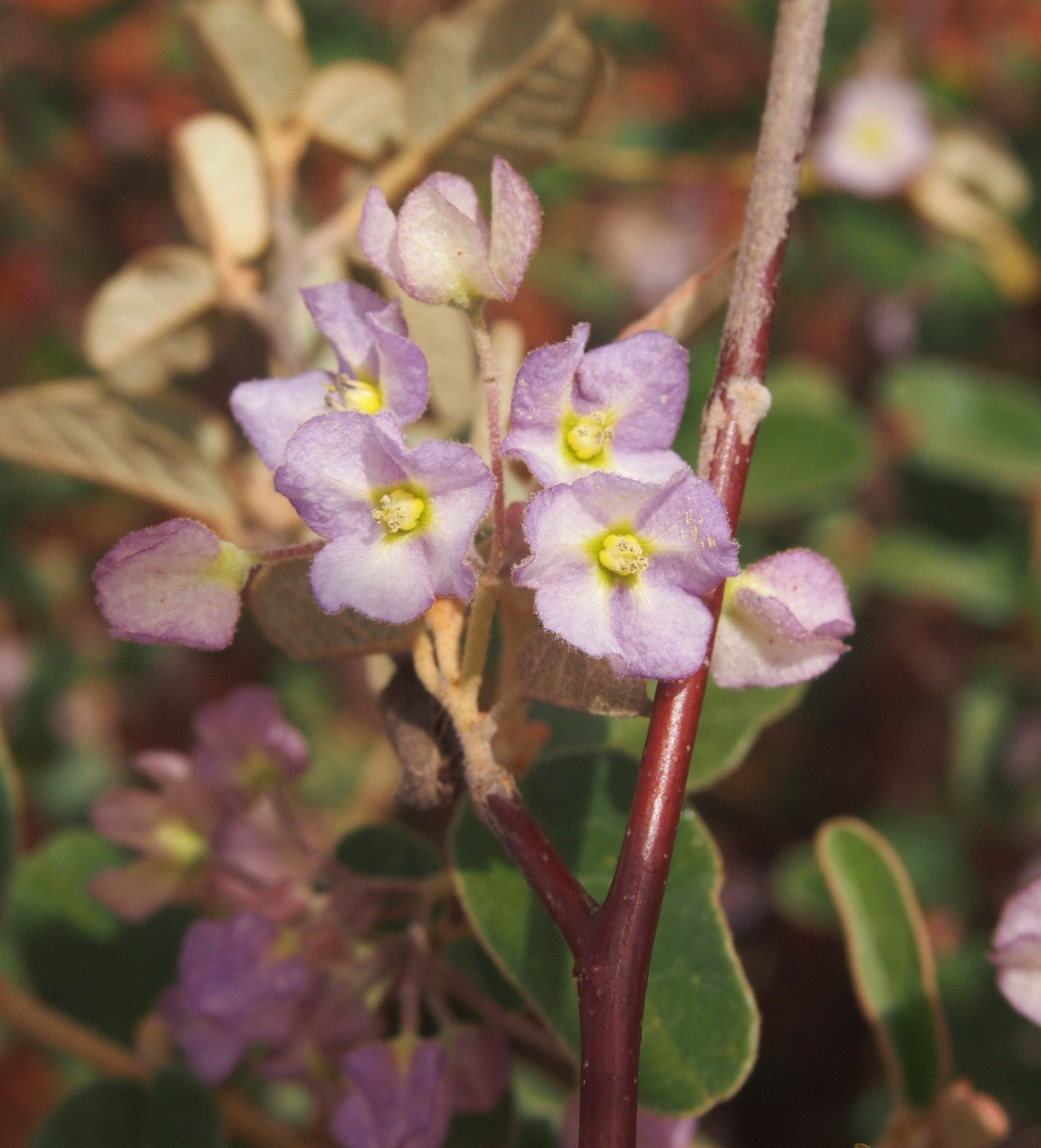
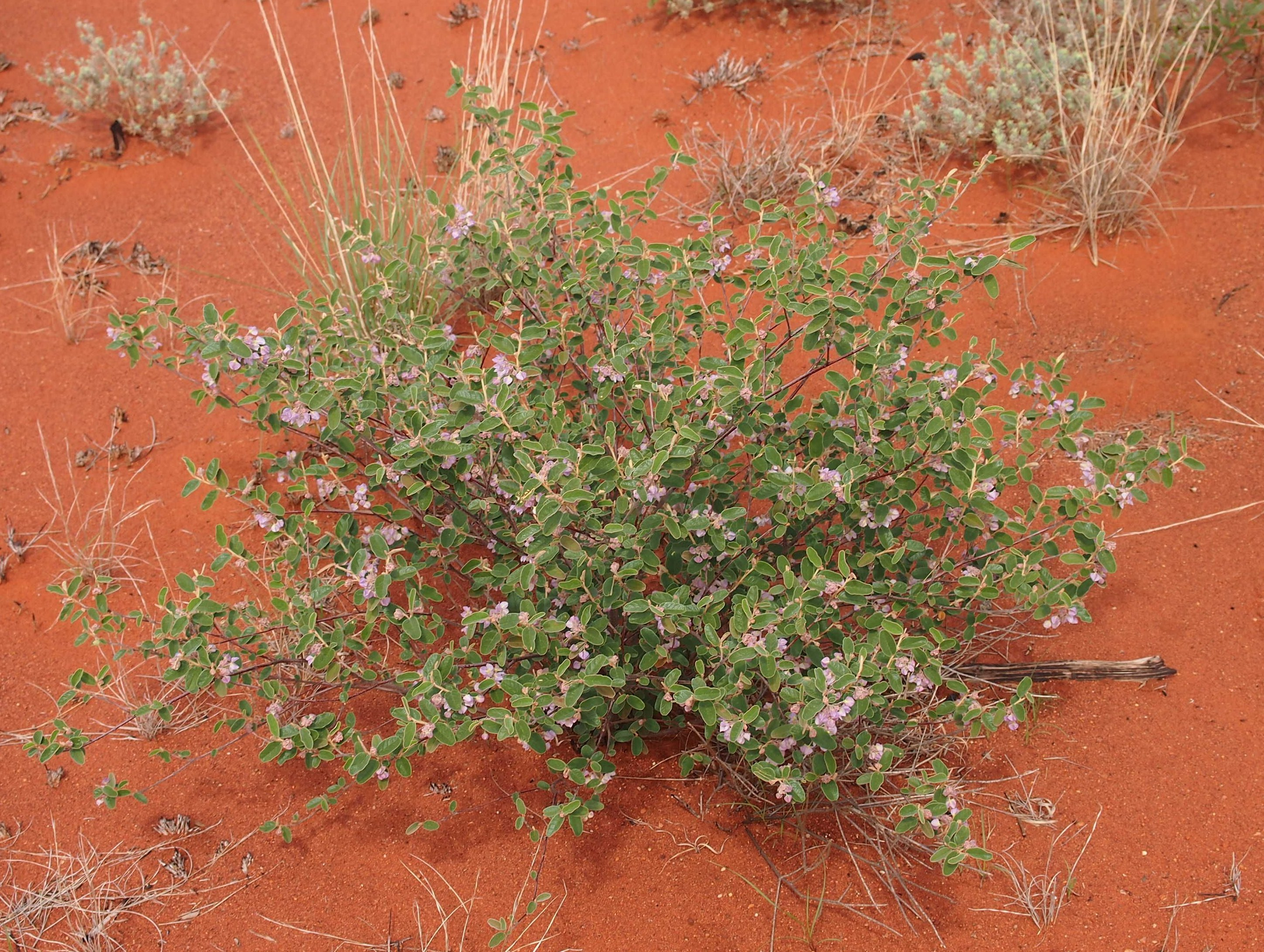